# لويس إنريكي هرنانديز
لويس إنريكي هرنانديز (بالإسبانية: Luis Enrique Hernández)‏ (10 فبراير 1996 في المكسيك - ) هو لاعب كرة قدم مكسيكي في مركز الوسط.

## وصلات خارجية
- لويس إنريكي هرنانديز على موقع قاعدة بيانات كرة القدم.إي يو (الإنجليزية)